# كامبولي أبينينو
كامبولي أبينينو ( وباللغة النابولية : كامبيري " Campere" ) هي كومونا (بلدية) في مقاطعة فروزينوني في منطقة لاتسيو الإيطالية ، وتقع على بعد حوالي 100 كيلومتر (62 ميل) شرق روما وحوالي 30 كيلومتر (19 ميل) شمال شرق فروزينوني .
وتحد كامبولي أبينينو البلديات الآتية: ألفيتو ، بروكوستيلا ، بيسكاسيرولي ، بيسكوسوليدو ، بوستا فيبرينو ، سورا ، فيلافالونجا , وتعد ايضا موطنا لبرج من القرون الوسطى والذي يبلغ ارتفاعه 25 متر (82 قدم) عالية ، و سلسلة من الجدران ، و "قناطر نيرو".